# Gnorismoneura grandiprocessa
Gnorismoneura grandiprocessa es una especie de polilla del género Gnorismoneura, tribu Archipini, familia Tortricidae. Fue descrita científicamente por Wang Li & Wang en 2004.

## Distribución
La especie se distribuye por China.